# LINER
Pour les articles homonymes, voir Liner.

Galaxie M104, dite du Sombrero, un exemple de galaxie LINER, de type SA(s)a.

En astronomie, l'acronyme LINER, qui se réfère à l'anglais Low-Ionization Nuclear Emission-line Region, qualifie un type de noyau galactique dont le spectre d'émission est caractérisé par de larges raies d'atomes faiblement ionisés — tels qu'O, O+, N+ et S+ — et des raies d'émission plus fines d'atomes fortement ionisés tels qu'O2+, Ne2+ et He+.
Les galaxies qui contiennent de telles régions sont généralement appelées galaxies LINER. Elles sont très répandues, représentant de l'ordre du tiers des galaxies voisines de la Voie lactée — c'est-à-dire des galaxies situées dans un rayon d'à peu près 20 à 40 Mpc (∼65,2 à 130 millions d'al) autour de notre galaxie. Environ 75 % des galaxies LINER sont des galaxies elliptiques, des galaxies lenticulaires ou des galaxies de type S0/a-Sab (des galaxies spirales à gros bulbe et bras spiraux resserrés), tandis qu'elles sont très rares parmi les galaxies irrégulières proches.
Les galaxies LINER se trouvent également fréquemment parmi les galaxies lumineuses en infrarouge (LIRG, pour luminous infrared galaxie), un type de galaxies défini par leur luminosité infrarouge qui se forme fréquemment lorsque deux galaxies se rencontrent ; environ 25 % des LIRG ont des LINER.
L'origine des LINER n'est pas clairement établie. En premier lieu, la question de la source d'énergie responsable de l'ionisation des gaz au cœur de ces galaxies n'est pas tranchée : pour certains chercheurs, il s'agirait de galaxies actives ayant un trou noir supermassif en leur centre,, tandis que, pour d'autres astronomes, les LINER correspondraient à des régions de formation stellaire,. Ensuite, la question du mécanisme d'ionisation par excitation des atomes de gaz interstellaire demeure également ouverte : pour les uns, le gaz serait ionisé sous l'effet d'ondes de choc tandis que pour d'autres il le serait par photoionisation ultraviolette,,. Ces questions sont compliquées par le fait que les LINER se trouvent dans une grande variété d'objets à la morphologie et à la luminosité fort différentes. Ces débats rejoignent ceux relatifs à la relation éventuelle entre la présence de régions de formation stellaire et la luminosité infrarouge élevée des LIRG. Bien que les mécanismes exacts mis en œuvre au sein des galaxies LINER demeurent encore largement à préciser, ces galaxies sont couramment identifiées à des galaxies actives.
Des astronomes de l'université du Maryland (Etats-Unis) ont observé six galaxies LINER se transformer en quasar, en quelques mois.